# 古賀忠雄
古賀 忠雄（こが ただお、1903年12月6日 - 1979年6月10日）は、日本の美術家。

## 来歴

現代を見つめる西郷隆盛（鹿児島県霧島市・西郷公園）

1903年（明治36年）、佐賀市水ヶ江に生まれる。佐賀県師範学校附属小学校（現佐賀大学文化教育学部附属小学校）高等科を卒業後、県立有田工業学校（現県立有田工業高等学校）絵画科へ入学。同校在学中に日本画家・腹巻丹丘よりその手腕を認められ、東京美術学校（現東京芸術大学）彫刻科塑像部本科へ入学。1929年に「仏心」で第10回帝展入選。
1939年に「岬の男」で第3回文展（現日展）特選を受賞。1943年4月、「建つ大東亜」で帝国芸術院賞受章。1945年、日展委員に就任。練馬にアトリエを構え彫刻を中心に陶器・絵画など様々な分野の作品を発表する。1967年に日本芸術院会員となって以降、日本彫刻会理事長を始め複数の要職に就いた。
1979年死去。享年77（満76歳没）。作品の多くは郷里の佐賀県立美術館に隣接する佐賀城公園に「古賀忠雄 彫刻の森」として常設展示されている。他にも佐賀県立森林公園に「森の幻想」がある。

## 代表作
- 起つ大東亜（第5回文展出品、帝国芸術院賞）
- 現代を見つめる西郷隆盛（鹿児島県霧島市・西郷公園）

## 家族・親族
- 古賀晟 - 子。彫刻家・日展評議員。